# Jean-Louis Barré
Pour les articles homonymes, voir Barré.

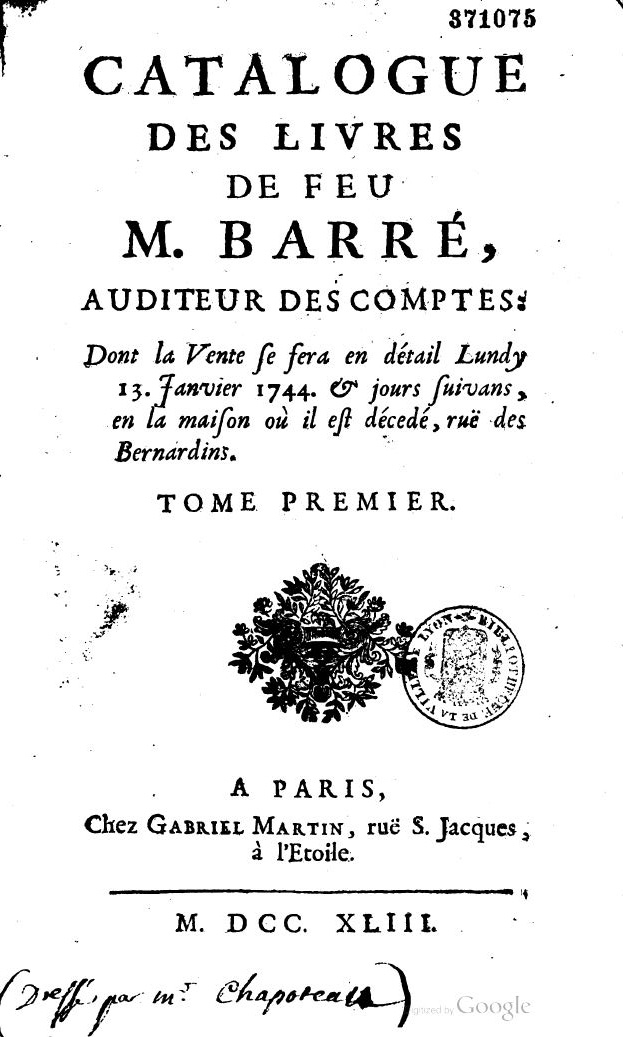
Catalogue des livres de feu M. Barré, auditeur des comptes. Paris, 1743, 2 vol.

Jean-Louis Barré (mort le 26 octobre 1741) est un auditeur des comptes français, reçu le 16 mai 1688 et conseiller du roi. Le 3 juillet 1690 il épouse Angélique Denyellé, avec laquelle il a un fils nommé Louis.
Également bibliophile, Barré a rassemblé plus de 10 000 volumes, notamment des ouvrages singuliers. Il avait annoté un grand nombre de ses ouvrages en haut de la page de garde. Après son décès, sa collection a été dispersée lors d'une vente tenue à son domicile, rue des Bernardins à Paris, à partir du 13 janvier 1744. Riche de 7600 lots, le catalogue de cette vente a été édité en deux volumes par le libraire-imprimeur parisien Gabriel Martin. Outre les livres imprimés, sa collection comprenait notamment des manuscrits, des cartes ainsi que 152 éditions musicales. Il possédait en fait assez peu de livres renommés, leur  préférant les ouvrages plus insolites (les « Singularités ») dont les exemplaires se raréfient au fil du temps.
Jean-Louis Barré a rédigé un manuscrit contenant la déposition de Jean Desmarets de Saint-Sorlin contre Simon Morin qui se disait « Fils de Dieu ».